# أندي إليوت
أندي إليوت (بالإنجليزية: Andy Elliott)‏ (21 نوفمبر 1963 في المملكة المتحدة - ) هو لاعب كرة قدم بريطاني في مركز الوسط. لعب مع مانشستر سيتي ونادي سليغو روفرز ونادي تشستر سيتي ونادي بارو.

## وصلات خارجية
- أندي إليوت على موقع قاعدة بيانات كرة القدم.إي يو (الإنجليزية)